# Nacmierz (powiat sławieński)
Nacmierz (Naćmierz, niem.: Natzmershagen) – wieś w Polsce położona w województwie zachodniopomorskim, w powiecie sławieńskim, w gminie Postomino.
W latach 1945-54 siedziba gminy Nacmierz. W latach 1954–1972 wieś należała i była siedzibą władz gromady Naćmierz. W latach 1975–1998 miejscowość należała administracyjnie do województwa słupskiego.